# Schistophyllum adianthoides
Schistophyllum adianthoides là một loài Rêu trong họ Fissidentaceae. Loài này được (Hedw.) Lindb. mô tả khoa học đầu tiên năm 1879.